# Samuel Alexander
Samuel Alexander OM (Sydney, 6 de gener de 1859 − Manchester, 13 de setembre de 1938) va ser un filòsof britànic nascut a Austràlia. Va ser el primer filòsof jueu a Oxford o Cambridge.
Alexander absolutitza l'espaitemps, i fins i tot parla d'ell com un "material" de què estan fetes les coses. Al mateix temps, també diu que l'espaitemps pot ser anomenat "mocions". Segons Samuel Alexander l'espai i el temps es defineixen a través de les relacions entre moviments.

## Obres
- Moral Order and Progress (1889)
- Locke (1908)
- Space, Time, and Deity (1920)
- Spinoza and Time (1921)
- Art and the Material (1925)
- Beauty and Other Forms of Value (1933)
- Philosophical and Literary Pieces (1939)